# Titularbistum Paphus
Paphus ist ein Titularbistum der römisch-katholischen Kirche, das sich auf die seit der Antike bestehende Stadt Paphos auf Zypern bezieht. Paphos ist auch Sitz des Metropoliten von Paphos der Zypriotisch-Orthodoxe Kirche.
Paphos wird auch im Neuen Testament der Bibel genannt, so heißt es in der Apostelgeschichte: „Nachdem sie die ganze Insel bis Paphos durchzogen hatten, trafen sie den Falschpropheten Barjesus.“ (Apostelgeschichte 13,6 )
| Titularbischöfe von Paphus |                                                |                                                                                              |                    |                    |
| Nr.                        | Name                                           | Amt                                                                                          | von                | bis                |
| 1                          | Aloisio Cornelio                               |                                                                                              | 30. Juni 1589      |                    |
| 2                          | Luca Antonio Gigli                             | Koadjutorbischof von Alatri (Italien)                                                        | 17. November 1597  | Dezember 1597      |
| 3                          | Tommaso Piolatto CRL (Tommaso Biolato)         | Koadjutorbischof von Fossano (Italien)                                                       | 18. Juli 1605      | 1606               |
| 4                          | Giuseppe Delfino                               | Koadjutorbischof von Vicenza (Italien)                                                       | 2. Mai 1616        |                    |
| 5                          | Pietro di Vespa OCarm                          |                                                                                              | 16. Juli 1629      |                    |
| 6                          | Giovanni Battista di Todi OFM                  |                                                                                              | 19. Juli 1660      | 31. Juli 1666      |
| 7                          | Arsenio Sassi di Menaggio OFM                  |                                                                                              | 14. November 1667  | 1670               |
| 8                          | Leonardo Paoli di Camaiore OFM                 |                                                                                              | 27. Mai 1675       | 6. Juli 1684       |
| 9                          | Michał Szembek                                 | Weihbischof in Krakau (Polen-Litauen)                                                        | 13. September 1706 | 1726               |
| 10                         | Adam Dwerditsch                                | Weihbischof in Wien (Österreich)                                                             | 17. Juli 1775      | 8. Februar 1778    |
| 11                         | Anton Ferdinand von Rothkirch und Panthen      | Weihbischof in Breslau (Königreich Preußen)                                                  | 25. Juni 1781      | 21. April 1805     |
| 12                         | Ferdinando Mattei                              |                                                                                              | 23. Dezember 1805  | 18. September 1807 |
| 13                         | Hilarión Alcázar OP                            | Apostolischer Koadjutorvikar von Ost-Tonking / Apostolischer Vikar von Ost-Tonking (Vietnam) | 5. September 1848  | 15. Oktober 1870   |
| 14                         | Pasquale Guerini                               | Weihbischof in Bar (Antivari) (Montenegro)                                                   | 6. Mai 1879        | 23. November 1886  |
| 15                         | Mathurin Picarda CSSp                          | Apostolischer Vikar von Senegambia (Senegal)                                                 | 19. Juli 1887      | 22. Januar 1889    |
| 16                         | Karl Marbach                                   | Weihbischof in Straßburg                                                                     | 4. Juni 1891       | 15. Oktober 1916   |
| 17                         | Antoon Stillemans                              | emeritierter Bischof von Gent (Belgien)                                                      | 1916               | 9. November 1916   |
| 18                         | Georges-Marie de Labonniniére de Beaumont CSSp | Koadjutorbischof von Saint-Denis-de-La Réunion (Frankreich)                                  | 22. März 1917      | 26. Dezember 1919  |
| 19                         | Antonín Podlaha                                | Weihbischof in Prag (Tschechoslowakei)                                                       | 8. März 1920       | 14. Februar 1932   |
| 20                         | Laurenz Matthias Vincenz                       | Koadjutorbischof von Chur (Schweiz)                                                          | 30. März 1932      | 6. Mai 1932        |
| 21                         | Joseph Fan Heng-nfan                           | Apostolischer Vikar von Tsining (Republik China)                                             | 10. Januar 1933    | 11. April 1946     |
| 22                         | Benjamin Ibberson Webster                      | emeritierter Bischof von Peterborough (Kanada)                                               | 24. September 1946 | 24. April 1954     |
| 23                         | Jeremiah Francis Minihan                       | Weihbischof in Boston (USA)                                                                  | 21. Mai 1954       | 14. August 1973    |